# Sajtóközlemény
A sajtóközlemény professzionálisan megírt sajtóanyagot jelent. A public relations(PR) tevékenységén belül a sajtómunka, a sajtóval való kapcsolattartás egyik eszköze. Célja, hogy egy adott cégre/szolgáltatásra/eseményre irányítsa a figyelmet. A vállalat/intézmény ingyenesen bocsátja a sajtó rendelkezésére, szabad felhasználásra, de mivel a publicitásért folyó verseny igen nagy, a sajtóközlemény több formában is hasznosulhat. Lehet, hogy az újságíró csak információkat használ fel belőle, de akár változtatás nélkül is közzéteheti, gyakran viszont egyáltalán nem kapja meg a várt publicitást az adott közlemény. Ezért sajtóközleményt akkor érdemes kiadni, ha nagy hírértékkel bíró információt, érdekes mondanivalót szeretnénk megosztani cégünkkel/intézményünkkel kapcsolatban, az aktualitás követelményének betartásával.

## Története
Az első modern sajtóközleményt Ivy Lee készítette. Az 1906-os Atlantic City-i vonatszerencsétlenség idején Lee ügynöksége a Pennsylvania Railroad társaságnak dolgozott. Lee és a társaság közösen adták ki az első sajtóközleményt közvetlenül az újságíróknak, megelőzve ezzel a balesettel kapcsolatos különböző találgatásokat és feltételezéseket. Lee a sajtóközlemény kiadása mellett meggyőzte a társaságot egy különvonatjárat indításáról, mely odaszállította az újságírókat és fényképészeket a baleset helyszínére, támogatva ezzel a média és a társaság közti nyílt kommunikációt.
A későbbiekben a public relations „atyja” és úttörője, Edward Bernays finomított a sajtóközlemény alkotási és kiadási folyamatán.

## Felépítése
A sajtóközlemény felépítésében érdemes az úgynevezett piramis-elvet követni, azaz a szöveg elejére kerülnek a leglényegesebb tények, majd fokozatosan haladunk a lényegtelenebb részletek felé.
Alapvető hiba tehát úgy kezdeni egy sajtóközleményt, hogy először a cég megalakulásának körülményeit, a cég történetét írjuk le. Ugyancsak hiba mindenekelőtt valamiféle általános összefüggésrendszerbe állítani az ügyet.
Először a lényeg tehát, utána a háttér-információ. Az első bekezdésben, első mondatokban benne kell lennie annak, amit mindenképpen szeretnénk közzé tenni, s éppen ezért ezeket kell a leginkább úgy megfogalmazni, hogy azt az újságíró fel tudja használni.

## Stílus, nyelvhelyesség
A sajtóközlemény stílusa legyen visszafogott, tárgyilagos, informatív. Célszerű rövid, tömör mondatokat használni, a nehezebb szavak vagy rövidítések első említésekor pedig szómagyarázatot alkalmazni. Kiadás előtt nézzük át az anyagot, a jó benyomás keltése érdekében fontos, hogy ne hagyjunk benne helyesírási hibát.
A sajtóközlemény elkészítésénél ügyeljünk a megcélzott médiakör stílusára és a szöveganyag terjedelmére. Próbáljuk minél rövidebben megfogalmazni mondanivalónkat.
Terjedelme általában maximum 1-2 flekk.

## Elemei
- Cím — Érdekesnek, figyelemfelkeltőnek kell lennie, de egyben az is nagyon fontos, hogy a valóságnak megfelelő címmel rendelkezzen az adott sajtóközlemény.
- Bevezetés (Lead) — Néhány tömör mondat, amely a leglényegesebb információkat tartalmazza, válaszol az 5 W-re (who, what, when, where, why – ki, mit, mikor, hol, miért). Ez alapján dönt az újságíró, hogy érdekli-e őt az adott hír.
- Főszöveg (Tárgyalás) - A bevezetőben közzétett hír bővebb kifejtése. Érdemes úgy megszerkeszteni, hogy az újságíró anélkül tudjon húzni az anyagból, hogy a legfontosabb információk elvesznének. Fontos, hogy kerüljük a reklámszerű, hatásvadász kifejezések használatát, helyettük tényekre, statisztikákra hagyatkozzunk. Idézetek alkalmazása szintén hasznos, például egy igazgató vagy szóvivő idézése olvashatóbbá, könnyebben feldolgozhatóvá teheti közleményünket.[5]
- Boilerplate - A cég vagy szervezet nagyon rövid bemutatása.[6]
- Kapcsolat - A végén fontos megadni az elérhetőséget arra az esetre, ha az újságírónak további információra lenne szüksége.

Ezen kívül, a dátumot és a kiadás helyét, illetve a sajtóközlemény vagy sajtóanyag feliratot mindenképpen fel kell tüntetnünk.
A híranyag tartalmától függően adott esetben sajtófotó mellékelése is bevett szokás.

## Embargó
Akkor szokás alkalmazni, ha például egy még el nem mondott beszéd szövegének közreadásáról van szó. Ezt az eljárást akkor fogadja el a sajtó igazán, ha az neki is érdeke. Ha azonban egy újságíró az embargós sztori hírértékét nagynak ítéli, fenn áll a veszélye, hogy eltekint az embargótól, idő előtt közzétéve a hírt.

## Disztribúció
Hagyományosan a hivatásos PR-cégek azok, akik a sajtóközlemények megírásával és szétküldésével foglalkoznak. Emellett azonban létezik az a megoldás is, hogy az adott cég/szervezet saját „emberei” írják meg a közleményt és küldik ki a megfelelő médiumokhoz.
Ma már szinte kizárólag e-mailen történik eljuttatásuk a sajtó képviselőihez és a keresőoptimalizálás (SEO) elvárásai szerint készülnek.